# Vaalserberg
Vaalserberg là một ngọn núi có chiều cao 322,4 mét trên NAP và là điểm cao nhất ở châu Âu của Hà Lan, còn được gọi là 'Dãy núi Hà Lan'. Vaalserberg nằm ở tỉnh Limburg, ở rìa phía đông nam của đất nước, gần thị trấn Vaals (sau đó nó được đặt tên).
Phong cảnh Núi trên đảo Saba, thuộc vùng Caribe của Hà Lan, đã thay thế Vaalserberg trở thành điểm cao nhất ở Hà Lan, sau khi Antille thuộc Hà Lan bị giải thể vào năm 2010.

## Điểm 3 nước

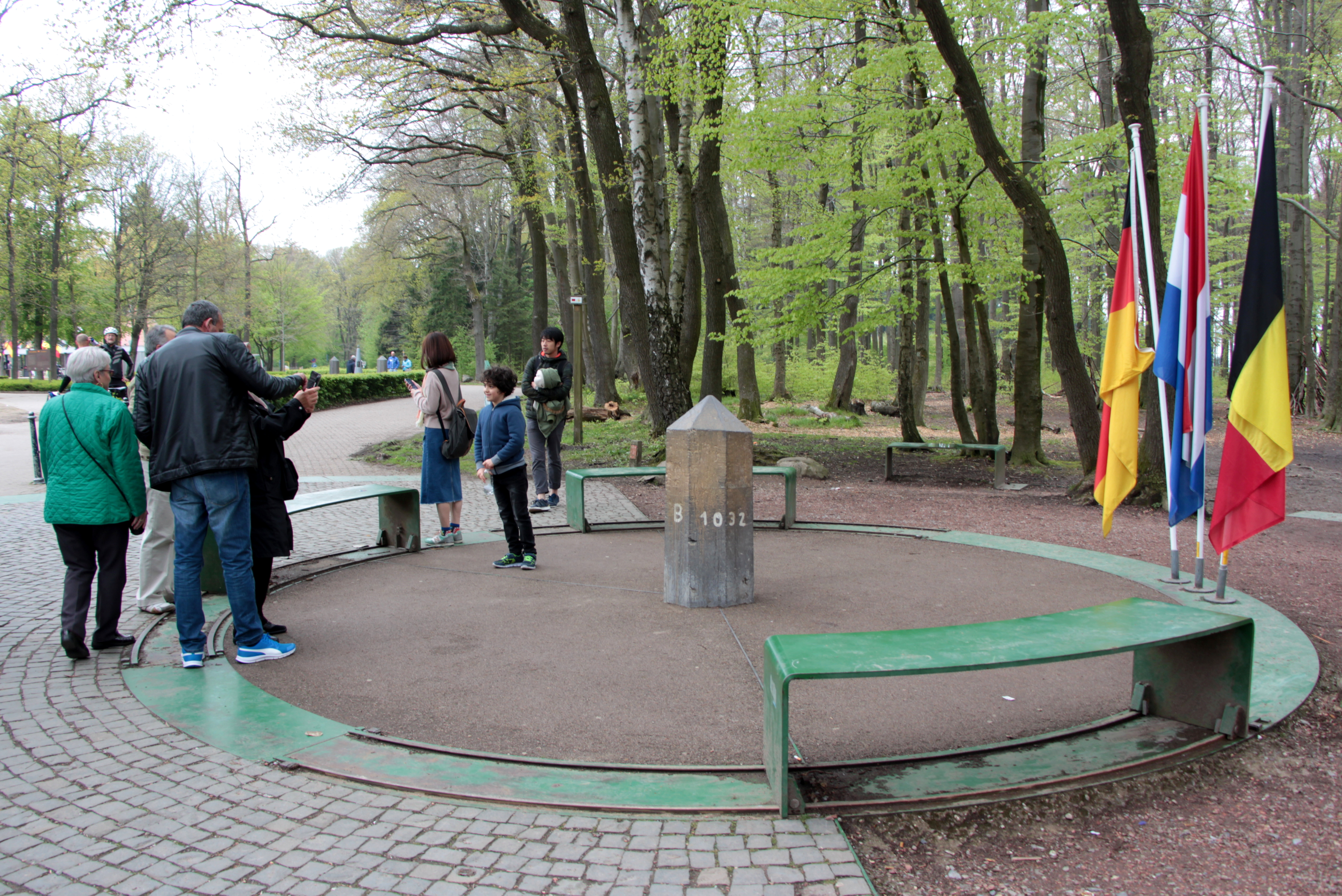
Điểm 3 nước với đồn biên phòng có từ năm 1926

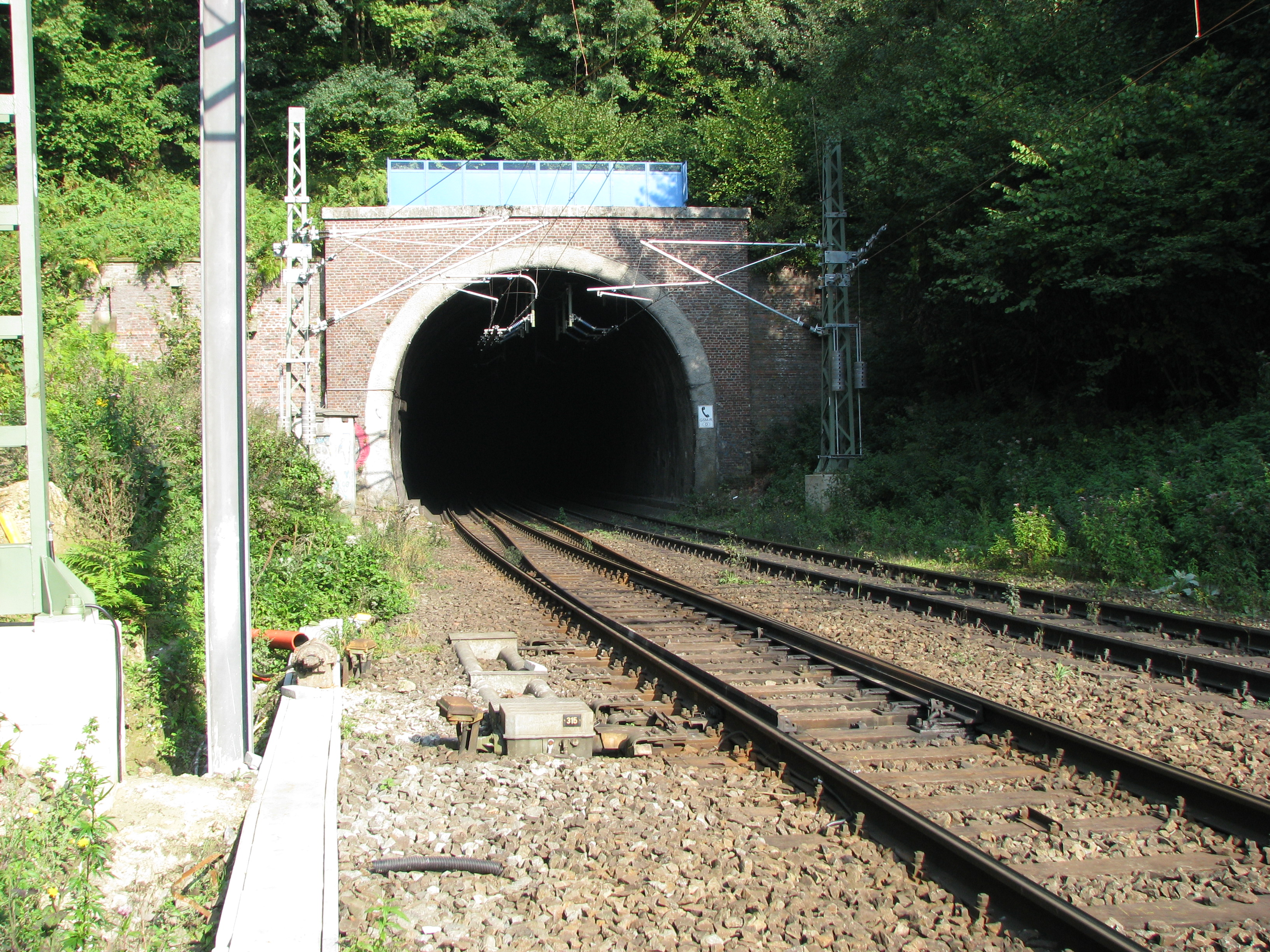
Đường hầm Gemmenicher

Vaalserberg cũng là điểm giao nhau giữa Đức, Bỉ và Hà Lan, vì vậy hội nghị thượng đỉnh của nó gọi nó là Drielandenpunt ('điểm 3 quốc gia') trong tiếng Hà Lan, Dreiländereck ('ba góc') trong tiếng Đức và Trois Frontières ('ba biên giới ') trong tiếng Pháp.
Về phía Bỉ, điểm ba này giáp với vùng Wallonia, bao gồm cả khu vực nói tiếng Pháp thông thường và khu vực nói tiếng Đức nhỏ hơn. Phía Đức nằm trong giới hạn thành phố Aachen thuộc bang North Rhine-Westphalia. Từ năm 1830 đến năm 1919, đỉnh núi là một điểm tứ, cũng giáp với Moresnet, hiện là một phần của khu vực nói tiếng Đức của Bỉ.

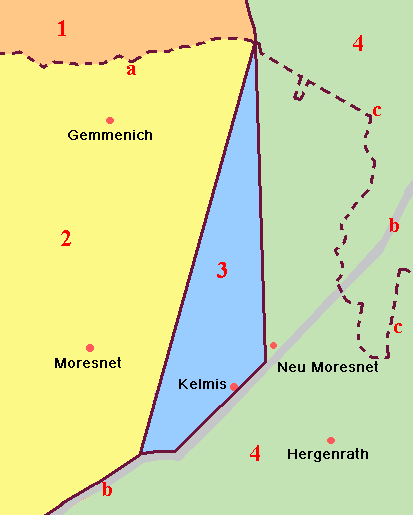
Biên giới lịch sử trước Chiến tranh thế giới thứ nhất. Vaalserberg nằm ở điểm tứ trong khu vực trung tâm trên cùng của bản đồ.
Chú thích:
(1) Limburg thuộc Vương quốc Hà Lan
(2) Liège (trước đây thuộc Vương quốc Hà Lan) thuộc Đức
(3) Moresnet
(4) Rhineland thuộc Phổ

Biên giới Bỉ-Đức-hiện tại không giống như biên giới phía đông của Moresnet với Phổ trước đây mà là một chút về phía đông. Do đó, năm đường biên giới khác nhau hợp nhất vào thời điểm này nhưng không bao giờ nhiều hơn bốn đường biên giới cùng một lúc, ngoại trừ có thể từ năm 1917 đến năm 1920, khi tình hình biên giới không rõ ràng và còn nhiều tranh chấp.
Giao lộ biên giới đã khiến Vaalserberg trở thành một điểm thu hút khách du lịch nổi tiếng ở Hà Lan, với một tòa tháp cao 50 mét ở phía Bỉ (tiếng Hà Lan: Boudewijntoren; tiếng Pháp: Tour Baudouin; tiếng Đức: Balduin-Turm), mở cửa vào năm 1994 để thay thế tòa tháp 33 mét (108 ft) trước đó, được xây dựng vào năm 1970. Nó mang đến một bức tranh toàn cảnh tuyệt đẹp về cảnh quan xung quanh.
140 mét về phía nam của điểm, một tuyến đường sắt băng qua biên giới Đức-Bỉ trong Đường hầm Gemmenicher. Đây là tuyến đường sắt chỉ chở hàng giữa Tongeren và Aachen.

## Đường đi qua bốn biên giới

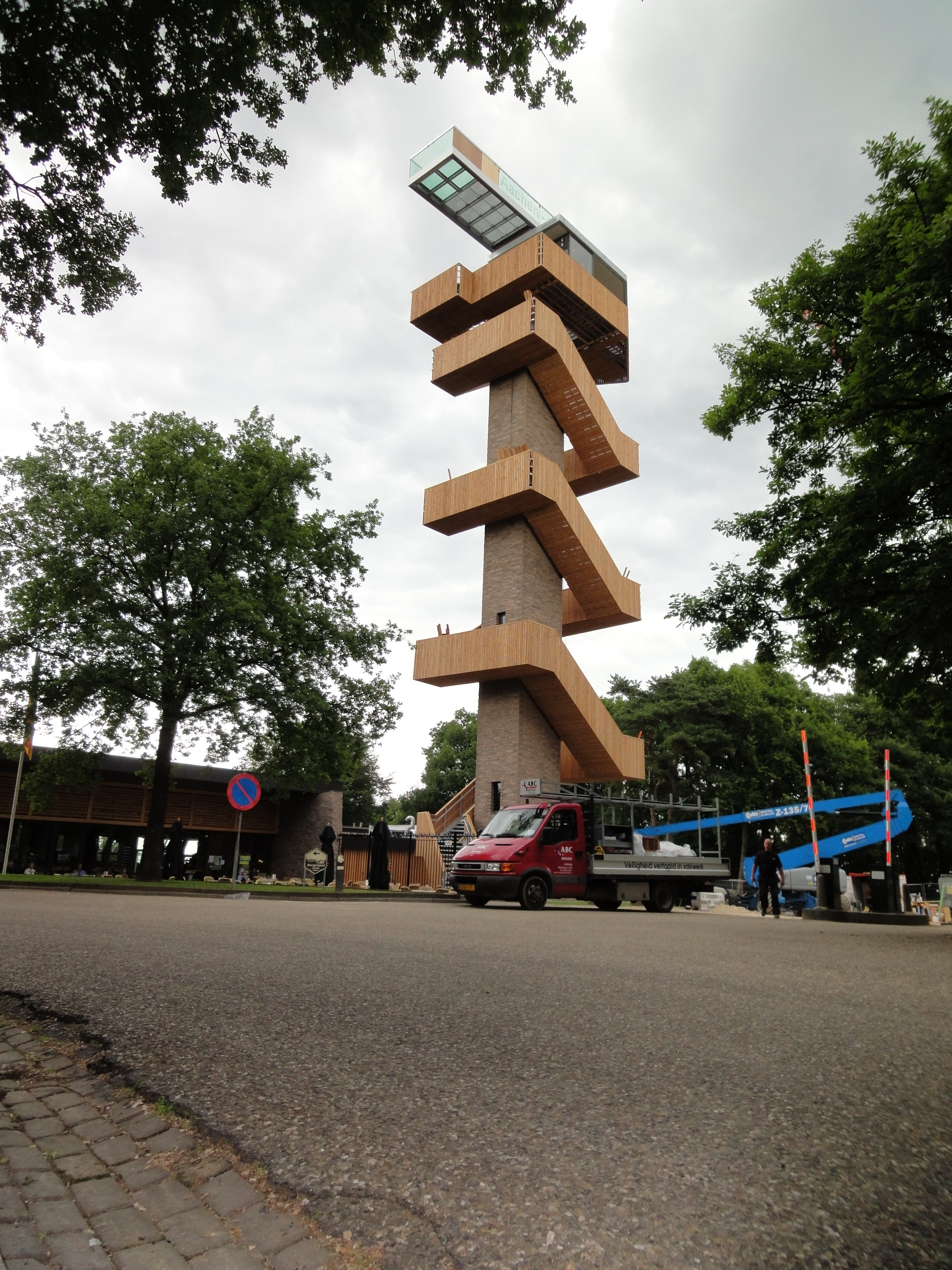
Tháp quan sát Wilhelminatoren

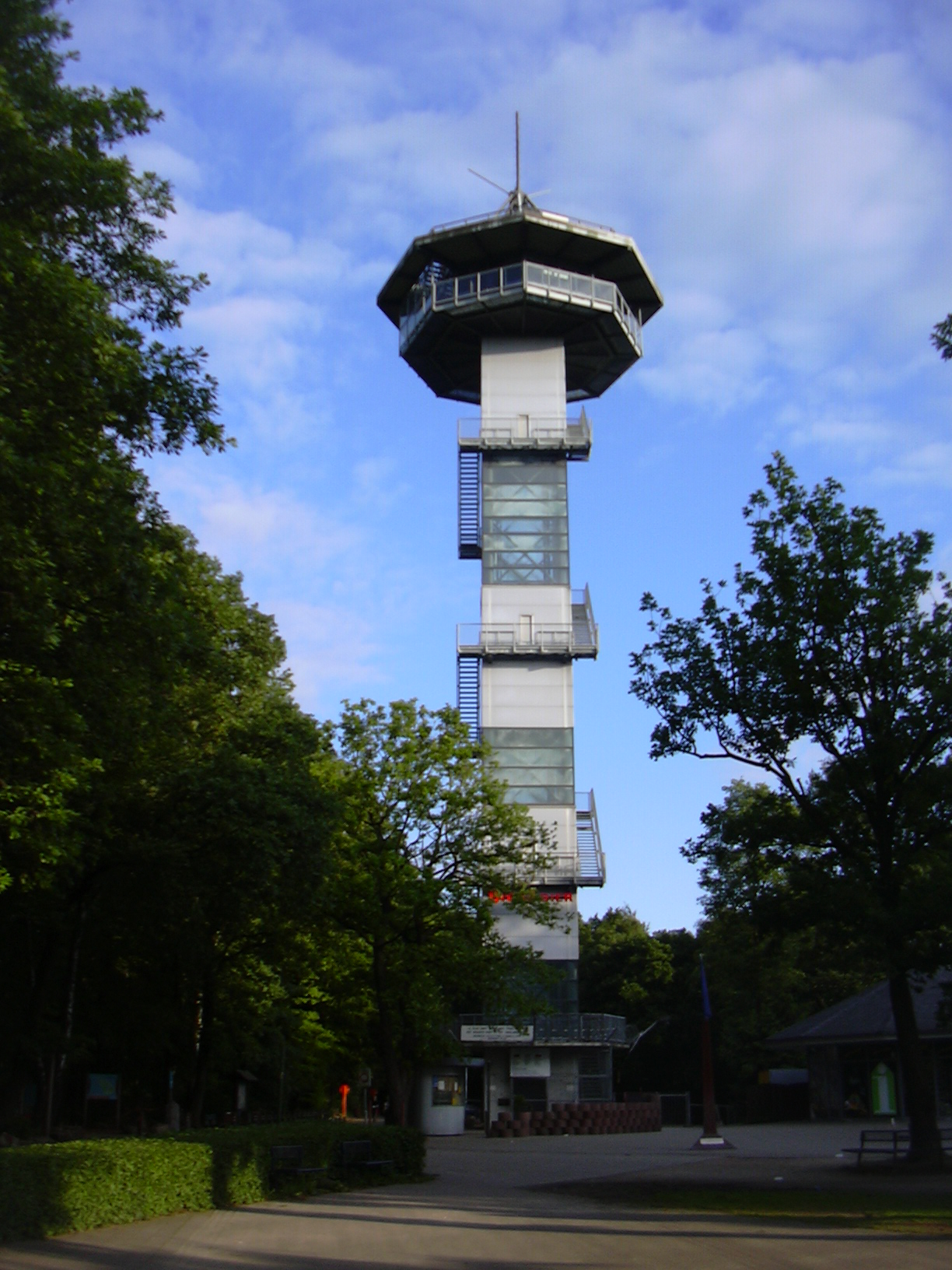
Tháp quan sát Boudewijntoren

Con đường dẫn đến thời điểm này ở phía Hà Lan được gọi là Viergrenzenweg ('bốn đường biên giới'), có lẽ vì lãnh thổ của Moresnet. Tên của các con đường ở Bỉ (Route des Trois Bornes) và Đức (Dreiländerweg) chỉ đề cập đến ba con đường.
Dọc theo con đường ở phía Hà Lan là tháp quan sát Wilhelminatoren 35 mét, với một nhà hàng và những con đường mòn trong rừng. Tòa tháp hiện tại chính thức mở cửa vào ngày 7 tháng 10 năm 2011 và có thang máy và sàn kính. Tòa tháp đầu tiên tại địa điểm này được xây dựng vào năm 1905 dưới thời trị vì mang tên của nó, Nữ hoàng Wilhelmina của Hà Lan, và bị phá bỏ vào năm 1945. Tháp thứ hai 20 mét mở cửa vào ngày 11 tháng 8 năm 1951 và bị phá bỏ vào mùa đông năm 2010–2011 vì tình trạng kém và yêu cầu bảo dưỡng cao.

## Đua xe đạp
Vaalserberg thường được sử dụng trong Cuộc đua Vàng Amstel và được leo lên nửa chặng đường. Cuộc leo núi được đặt tên trong sách hướng dẫn của Cuộc đua Vàng là Drielandenpunt và tiếp theo là cuộc leo núi Gemmenich.